# Per Bertland
Per Bertland, född 1957, är en svensk civilekonom och företagsledare.
Bertland tillträdde som verkställande direktör och koncernchef för Beijer Ref den 1 juli 2013. Dessförinnan hade han flera ledande positioner inom koncernen, där han anställdes år 1990, bland annat som affärsområdeschef och medlem i koncernledningen. I januari 2021 aviserade Bertland att han avgår som VD för Beijer Ref under år 2021.
Bertland har en civilekonomexamen från Lunds universitet.